# مارييلا ديلجادو
مارييلا أناليا ديلجادو (من مواليد 26 يوليو 1986) هي راكبة دراجات بارالمبية أرجنتينية تتنافس في فعاليات وسباقات النخبة الدولية لركوب الدراجات مع فريق الدراجات على الطرق الأصحاء ويبر لا سيجوندا ليديز باور. إنها بطلة ألعاب بارابان الأمريكية ثلاث مرات، وحاصلة على ميدالية عالمية ست مرات، وقد شاركت في الألعاب البارالمبية الصيفية لعامي 2016 و2020.
كانت ديلجادو أول أرجنتيني تنافس في كل من دورة الألعاب الأمريكية وألعاب بارابان الأمريكية. تنافست في دورة الألعاب الأمريكية 2015 في سباق الطريق وتجربة وقت الطريق حيث احتلت المركزين 22 و 13 على التوالي.